# Agrilus brancsiki
Agrilus brancsiki es una especie de insecto del género Agrilus, familia Buprestidae, orden Coleoptera.
Fue descrita científicamente por Nonfried, 1895.